# Параметр Коріоліса
Пара́метр (коефіціє́нт) Коріолі́са (англ. Coriolis parameter, англ. Coriolis coefficient) або частота́ Коріолі́са (англ. Coriolis frequency) — величина множника у виразі для обчислення сили Коріоліса для тіла, що рухається по поверхні Землі у напрямі до екватора залежно від широти його розташування і дорівнює подвоєній проєкції на вертикальну вісь кутової швидкості обертання Землі.
{\displaystyle f=2\Omega \sin \varphi ,}
де {\displaystyle \Omega } — кутова швидкість обертання Землі навколо власної осі; {\displaystyle \varphi } — географічна широта місця. При переході через екватор параметр Коріоліса і, відповідно, сила Коріоліса, змінюють знак.
Кутова швидкість обертання Землі становить:
{\displaystyle \Omega ={\frac {2\pi }{T}}=7,2921\cdot 10^{-5}~~c^{-1},}
де {\displaystyle T} — сидеричний період обертання Землі навколо осі, що дорівнює одній зоряній добі (23 години 56 хвилин, 4,0905 секунди ≈ 86164 с).
Використовується у метеорології (динамічній) та океанографії (фізичній) при опису руху повітря в атмосфері та води в океані. Є однією з величин що визначають напрям вітрів у середніх географічних широтах.
Параметр Коріоліса на екваторі дорівнює нулю, отже, на екваторі для тіла, що рухається горизонтально, сила Коріоліса відсутня. Той факт, що тропічні циклони не зароджуються на екваторі пов'язаний також з цією закономірністю.
Параметр Коріоліса за абсолютною величиною збігається з частотою інерційних коливань (механічних хвиль) на поверхні Землі.